# Paspalum formosum
Paspalum formosum är en gräsart som beskrevs av Jason Richard Swallen. Paspalum formosum ingår i släktet tvillinghirser, och familjen gräs. Inga underarter finns listade i Catalogue of Life.